# 流血の抗争
『流血の抗争』（りゅうけつのこうそう）1971年6月10日に公開された日本の映画である。監督は長谷部安春。主演は宍戸錠。日活制作。

## 概要
新興勢力の暴力団と地元のやくざが新興都市の利権を巡って抗争を展開するアクション映画。後に東映Vシネマにて、本作を原案とする『組織暴力 流血の抗争』が製作された。

## キャスト
- 手塚直人：宍戸錠
- 吉永博：佐藤允
- 吉永雅江：梶芽衣子
- 増沢純子：三条泰子
- 小沢浩次：藤竜也
- 田村徹：沖雅也
- 秋庭辰治：植村謙二郎
- 小峰信次郎：戸上城太郎
- 増沢久蔵：三田村元
- 森岡：木浦佑三
- 寺崎：青木富夫
- 崔：玉村駿太郎
- 誠信会幹部：高橋明
- 立花：長弘
- 志村征助：雪丘恵介
- 秋庭組組員：杉山元
- 旅館の女中：重盛輝江
- 誠信会組員：市村博
- 秋庭組組員：亀山靖博
- 志村組組員：光でんすけ、荒井岩衛
- 誠信会組員：瀬山孝司
- 小峰組組員：熱海弘到
- 誠信会組員：中平哲仟
- 宇田川組員：有村道宏
- 秋庭組組員：北上忠行
- 誠信会組員：小見山玉樹
- 宇田川組員：小島克己
- 志村組組員：氷室政司
- 秋葉組組員：大倉賢二
- 秋葉組組員：木村章平
- 愛人：森田蘭子
- 技斗：田畑善彦
- 胴元の鉄砲玉：郷鍈治
- 荒井：深江章喜
- 星野五郎：内田良平

## スタッフ
- 監督： 長谷部安春
- 脚本 ： 永原秀一
- 原案 ： 三城渉
- 企画 ： 岩井金男
- 音楽： 鏑木創

## 同時上映
『渡世人 命の捨て場』
- 脚本：直居欽哉 / 監督：松尾昭典 / 主演：高橋英樹

## 映像ソフト
- 2007年4月6日より、日活よりDVDが発売されている。